# Condado de Holmes (Misisipi)
El condado de Holmes (en inglés: Holmes County), fundado en 1833, es un condado del estado estadounidense de Misisipi. En el año 2000 tenía una población de 21.609 habitantes con una densidad poblacional de 11 personas por km². La sede del condado es Lexington.

## Geografía
Según la Oficina del Censo, el condado tiene un área total de 1979 km² (764,1 mi²), de la cual 1958 km² (756 mi²) es tierra y 21 km² (8,1 mi²) es agua.

## Demografía
En el 2000 la renta per cápita promedia del condado era de $ 17,235, y el ingreso promedio para una familia era de $21,757. El ingreso per cápita para el condado era de $10,683. En 2000 los hombres tenían un ingreso per cápita de $23,720 frente a $17,883 para las mujeres. Alrededor del 41.10% de la población estaba bajo el umbral de pobreza nacional.

## Condados adyacentes
- Condado de Carroll (norte)
- Condado de Attala (este)
- Condado de Yazoo (sur)
- Condado de Humphreys (oeste)
- Condado de Leflore (noroeste)

## Localidades
Ciudades
- Durant
- Lexington

Pueblos
- Cruger
- Goodman
- Pickens
- Tchula
- West

Áreas no incorporadas
- Acona
- Coxburg
- Ebenezer
- Thornton

## Principales carreteras
- Interestatal 55
- U.S. Highway 49
- U.S. Highway 51
- Carretera 12
- Carretera 14
- Carretera 17
- Carretera 19